# Aleksandra Bulanova
Aleksandra Bulanova (in russo Александра Буланова?; 10 giugno 1989) è una velocista e mezzofondista russa, specializzata nei 400 e 800 metri piani.
È una delle quattro staffettiste russe che detiene il record mondiale della 4×800 metri indoor con il tempo di 8'06"24, stabilito nel 2011.

## Palmarès
| Anno | Manifestazione    | Sede      | Evento    | Risultato  | Prestazione | Note |
| ---- | ----------------- | --------- | --------- | ---------- | ----------- | ---- |
| 2008 | Mondiali juniores | Bydgoszcz | 400 metri | Semifinale | 54"18       |      |